# 下河辺美知子
下河辺 美知子（しもこうべ みちこ、1950年 - ）は、日本のアメリカ文学者、成蹊大学名誉教授。

## 人物・来歴
横浜生まれ。1978年東京女子大学大学院英文科修士課程修了、青山学院大学博士課程中退。筑波大学講師、東横学園女子短期大学助教授をへて、成蹊大学教授。2021年定年退職、特任教授をへて名誉教授。筆名・篠原沙里。

## 著書
- 『歴史とトラウマ 記憶と忘却のメカニズム』作品社, 2000.3.
- 『スマップウォッチング アイドルで平成日本社会を読み解く』篠原沙里　日経BP社、2003
- 『人はなぜ『白い影』を語り続けるのか 直江庸介という誘惑』篠原沙里 光文社, 2003.4
- 『トラウマの声を聞く 共同体の記憶と歴史の未来』みすず書房, 2006.6.
- 『SMAPクロニクル アイドルと日本文化の深層』篠原沙里 作品社, 2008.7
- 『グローバリゼーションと惑星的想像力 恐怖と癒しの修辞学』みすず書房, 2015.3
- 『SMAPクロニクル わたしたちはスマップと生きてきた』篠原沙里 作品社, 2016.12
- 『SMAPウォッチング わたしたちはスマップを観てきた』篠原沙里 作品社, 2016.12

### 共編著・監修
- 巽孝之、鷲津浩子共著『文学する若きアメリカ』南雲堂, 1989
- 『よびかわすフェミニズム :フェミニズム文学批判とアメリカ』篠目清美共編 英潮社新社,1990.10.
- 『アメリカン・テロル 内なる敵と恐怖の連鎖』編著 彩流社 成蹊大学アジア太平洋研究センター叢書、2009
- 『アメリカン・ヴァイオレンス 見える暴力・見えない暴力』権田建二共編著 彩流社 成蹊大学アジア太平洋研究センター叢書、2013
- 『モンロー・ドクトリンの半球分割 トランスナショナル時代の地政学』編著. 彩流社, 2016.6
- 『アメリカン・レイバー 合衆国における労働の文化表象』成蹊大学アジア太平洋研究センター叢書) 日比野啓共編著. 彩流社, 2017.10
- 『アメリカン・マインドの音声 文学・外傷・身体』監修, 髙瀬祐子,日比野啓,舌津智之, 巽孝之編著. 小鳥遊書房, 2019.5
- 『マニフェスト・デスティニーの時空間 環大陸的視座から見るアメリカの変容』編著. 小鳥遊書房, 2020.6
- 『脱領域・脱構築・脱半球 二一世紀人文学のために』巽孝之監修,越智博美,後藤和彦,原田範行共編著. 小鳥遊書房, 2021.10

### 翻訳
- ショシャナ・フェルマン『女が読むとき女が書くとき 自伝的新フェミニズム批評』勁草書房, 1998.12.
- キャシー・カルース編『トラウマへの探究 証言の不可能性と可能性』監訳 作品社, 2000.5
- バーバラ・チェイス＝リボウ『大統領の秘密の娘』作品社, 2003.9.
- キャシー・カルース『トラウマ・歴史・物語 持ち主なき出来事』みすず書房,2005.2.

## 論文
- <下河辺美知子